# Бурган
Бурга́н (каз. Бұрған) — село у складі Жамбильського району Алматинської області Казахстану. Входить до складу Каракастецького сільського округу.
Населення — 767 осіб (2021; 861 у 2009, 619 у 1999, 634 у 1989).